# Cypripedium montanum
Cypripedium montanum är en orkidéart som beskrevs av David Douglas och John Lindley. Cypripedium montanum ingår i släktet guckuskor, och familjen orkidéer. Inga underarter finns listade i Catalogue of Life.

## Bildgalleri

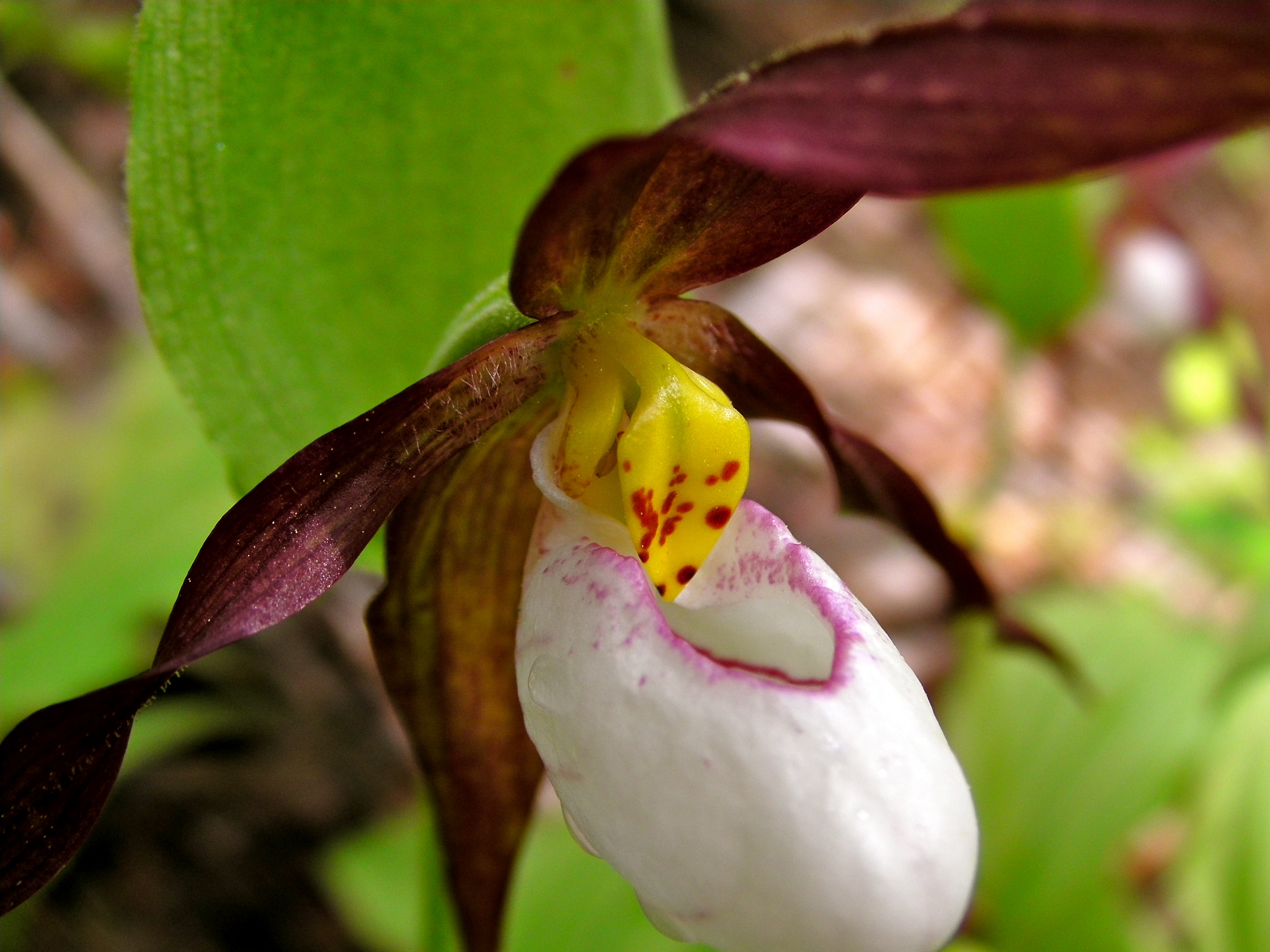
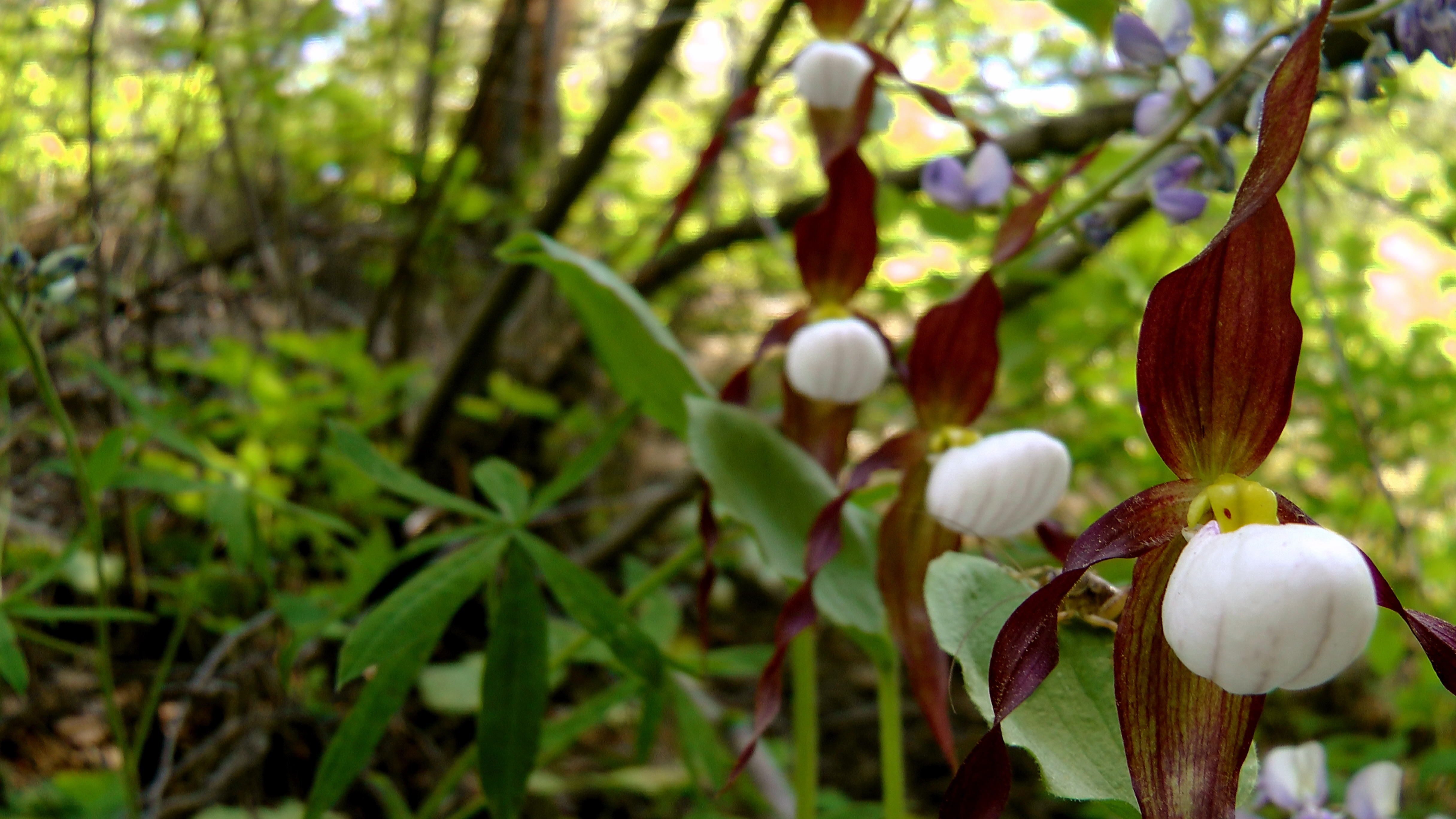
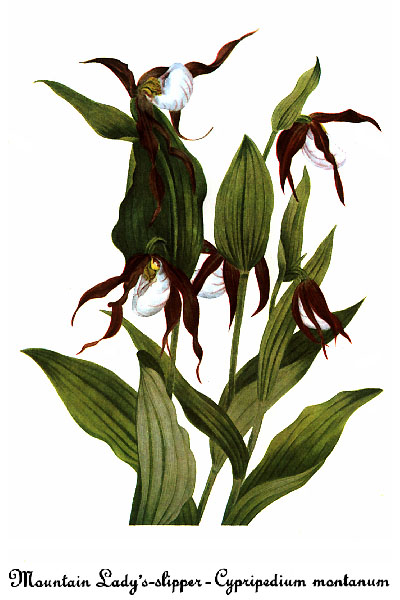
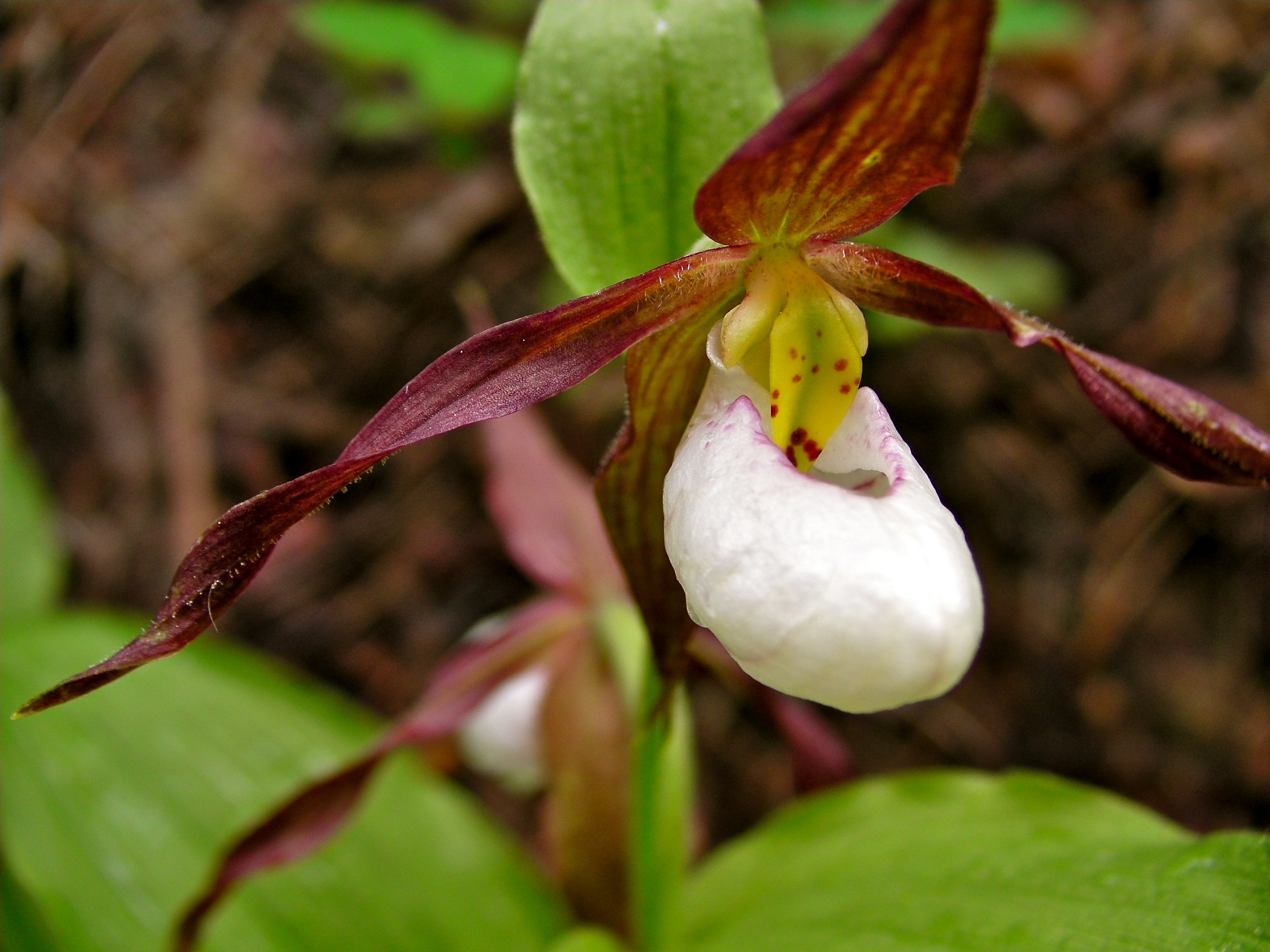
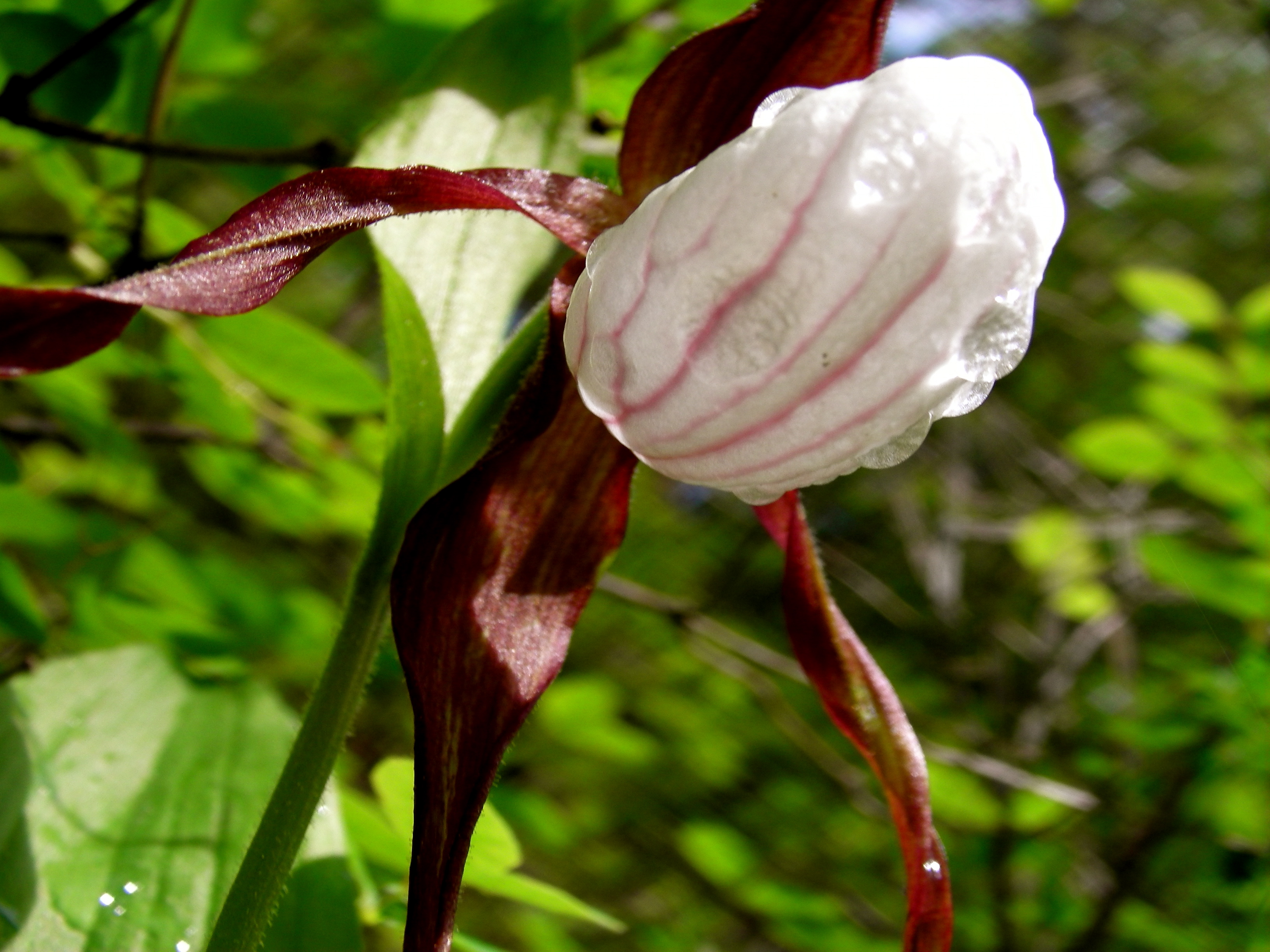
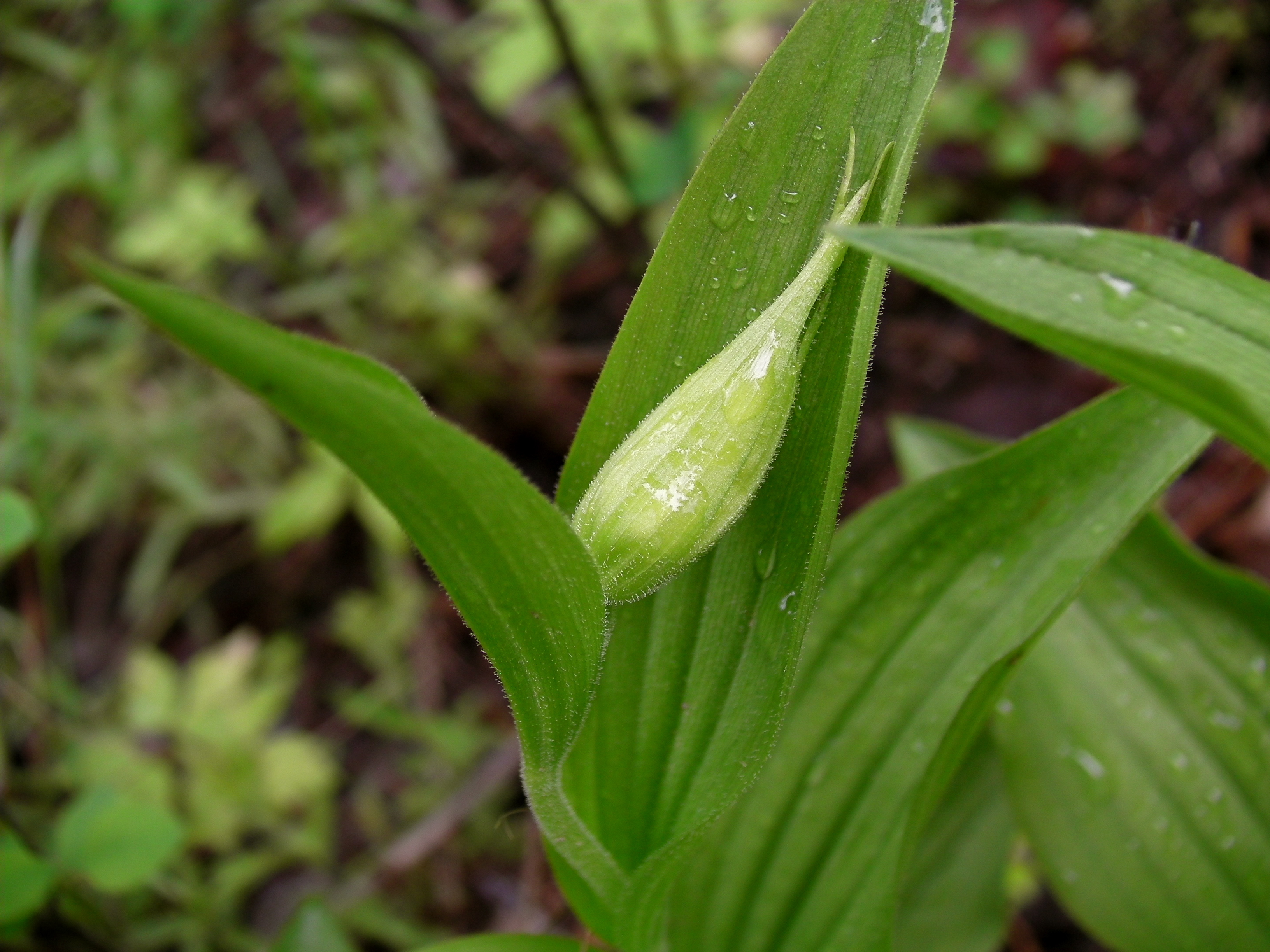